# フリードリヒ2世 (マイセン辺境伯)
フリードリヒ2世（Friedrich II., 1310年11月30日 - 1349年11月18日）は、マイセン辺境伯（在位：1323年 - 1349年）、テューリンゲン方伯（在位：同）。深刻伯（der Ernsthafte）、痩身伯（der Magere）とも呼ばれる。フリードリヒ1世とエリーザベト・フォン・アルンスハウクの子。

## 生涯
1323年に亡くなった父の後継者としてマイセン辺境伯とテューリンゲン方伯を母の後見の下で単独相続した。1329年の成人後は、家臣や親近者らと共に長年にわたりヴァイマール＝オーラミュンデ伯やシュヴァルツブルク伯との戦い（テューリンゲン伯戦争）を展開した。
バイエルン公でもあった舅の神聖ローマ皇帝ルートヴィヒ4世の死後、義弟のバイエルン公ルートヴィヒ5世らバイエルン派はローマ王への推戴を示唆するが、フリードリヒ2世はその煮え切らない提案に不信感を覚えてこれを拒絶し、ルクセンブルク家のカール4世に利する結果となった。フリードリヒ2世は領主権を強化し、カール4世はこれに危機感を募らせた。1348年の会談で両者は互いの領土資産を承認しあった。翌1349年11月18日にヴァルトブルクで亡くなった。

## 子女
1328年にニュルンベルクで結婚したルートヴィヒ4世の娘マティルデ（1309年 - 1346年）との間には、以下の9人の子供が生まれた。
- エリーザベト（1329年11月22日 - 1375年4月21日） - ニュルンベルク城伯フリードリヒ5世と結婚。
- フリードリヒ（1330年）
- フリードリヒ3世（1332年12月14日 - 1381年5月21日） - マイセン辺境伯
- バルタザール（1336年12月21日 - 1406年5月18日） - テューリンゲン方伯
- ベアトリクス（1339年9月1日 - 1399年7月15日） - ヴァイセンフェルトで修道女として暮らした。
- ルートヴィヒ（1340年2月25日 - 1382年2月17日） - マクデブルク大司教
- ヴィルヘルム1世（1343年12月19日 - 1407年2月9日） - マイセン辺境伯
- アンネ（1345年8月7日 - 1363年3月22日） - ゾイスリッツで修道女として暮らした。
- クララ（1345年8月7日 - ?）